# Municipio de Elm Creek (Minnesota)
El municipio de Elm Creek (en inglés: Elm Creek Township) es un municipio ubicado en el condado de Martin en el estado estadounidense de Minnesota. En el año 2010 tenía una población de 188 habitantes y una densidad poblacional de 2,01 personas por km².

## Geografía
El municipio de Elm Creek se encuentra ubicado en las coordenadas 43°42′34″N 94°48′7″O / 43.70944, -94.80194. Según la Oficina del Censo de los Estados Unidos, el municipio tiene una superficie total de 93.64 km², de la cual 90,86 km² corresponden a tierra firme y (2,97 %) 2,78 km² es agua.

## Demografía
Según el censo de 2010, había 188 personas residiendo en el municipio de Elm Creek. La densidad de población era de 2,01 hab./km². De los 188 habitantes, el municipio de Elm Creek estaba compuesto por el 99,47 % blancos, el 0,53 % eran de otras razas. Del total de la población el 1,06 % eran hispanos o latinos de cualquier raza.